# Amphinemura tragula
Amphinemura tragula är en bäcksländeart som beskrevs av Douglas E. Kimmins 1950. Amphinemura tragula ingår i släktet Amphinemura och familjen kryssbäcksländor. Inga underarter finns listade i Catalogue of Life.